# Iglesia de San Andrés (Berlangas de Roa)

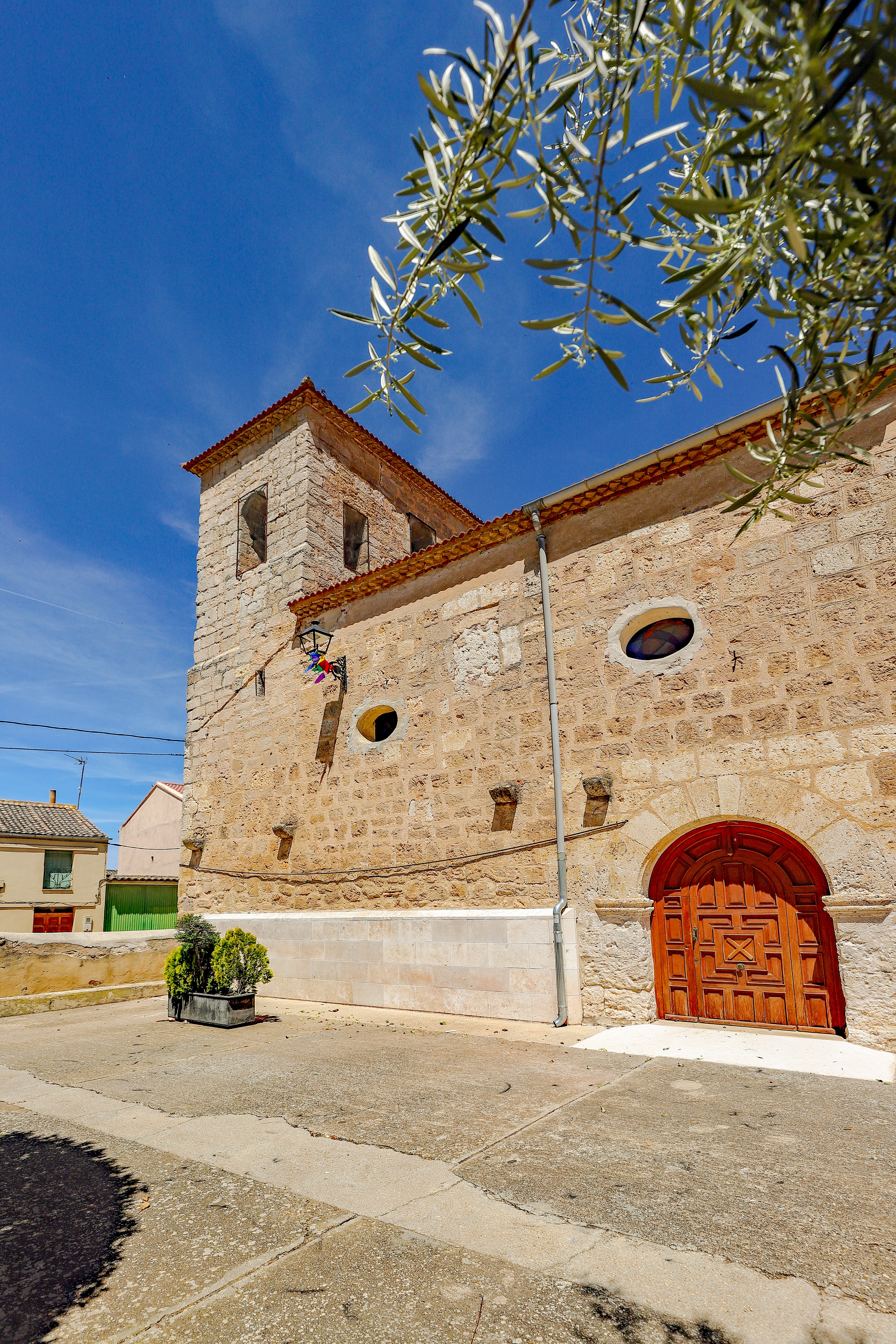
Ansicht (2019)

Die Kirche von San Andrés ist eine römisch-katholische Pfarrkirche in der Stadt Berlangas de Roa Provinz Burgos (Spanien). Sie stammt aus dem 17. Jahrhundert und ist dem Apostel Andreas, dem Schutzpatron der Stadt, gewidmet.
Es handelt sich um ein einschiffiges Gebäude im romanischen Stil mit Chor, Glockenturm und Strebepfeilern an der Hauptfassade. Zur Innenausstattung zählen der Hauptaltar mit Altarbild aus dem 16. Jahrhundert, ein Triangelleuchter aus dem 15. Jahrhundert und ein romanisches  Taufbecken aus dem 12. Jahrhundert.